# Établissements Thomson
Établissements Industriels Raymond Thomson war ein französischer Hersteller von Motoren und Automobilen.

## Unternehmensgeschichte
Das Unternehmen aus Talence stellte Teile für die Motorindustrie sowie Motoren für Automobile und Schiffe her. 1913 begann die Produktion von Automobilen. Der Markenname lautete Thomson. 1928 endete die Automobilproduktion. Es ist nicht bekannt, wann das Unternehmen aufgelöst wurde.

## Fahrzeuge
Zunächst gab es ein Modell mit einem Vierzylindermotor von Aster mit 1496 cm³ Hubraum und zwei Modelle mit Motoren von Altos mit wahlweise 1495 cm³ oder 1990 cm³ Hubraum. 1914 kam das große Modell 40 CV mit einem Vierzylindermotor von Janvier mit 6594 cm³ Hubraum dazu. Der Motor verfügte über 100 mm Bohrung, 210 mm Hub und seitliche Ventile in einem T-Kopf. Dieser Motor war bereits bei der Einführung 1914 veraltet. Dieses Modell war bis 1926 lieferbar.